# Щербаков, Андрей Павлович
Андрей Павлович Щербаков (17.03.1941 — 10.10.2004) — российский учёный в области почвоведения и агроэкологии, академик РАСХН (1991).

## Биография
Родился в г. Медвежьегорск Карельской АССР. Окончил Гимназию имени А. В. Кольцова, а позже Воронежский государственный университет (1963) и (после службы в армии) — его аспирантуру. С 1968 по 1988 год работал там же: ассистент, старший преподаватель, доцент, заведующий кафедрой агрохимии и почвоведения, проректор по научной работе.
В 1988—1997 директор, с 1997 г. главный научный сотрудник лаборатории геоинформационных систем и агроэкологического мониторинга Всесоюзного (Всероссийского) НИИ земледелия и защиты почв от эрозии.

## Научная деятельность
Сфера научных интересов — теоретические и прикладные аспекты плодородия, агрохимии и биохимии почв, изменения почв под влиянием антропогенных факторов, экология и охрана почв, адаптивно-ландшафтное земледелие.
Автор (соавтор) более 200 научных трудов, в том числе 25 монографий, учебных пособий и учебников.

### Публикации
- Русский чернозем — 100 лет после Докучаева / Соавт.: Г. В. Добровольский и др. — М.: Наука, 1983. — 304 с.
- Научно обоснованная система ведения агропромышленного производства Курской области / Соавт.: В. Д. Муха и др. — Курск, 1991. — 523 с.
- Редкие и рассеянные элементы в почвах Центрального Черноземья / Соавт.: Н. А. Протасова, М. Т. Копаева. — Воронеж: Изд-во Воронеж. ун-та, 1992. — 166 с.
- Почвоведение с основами растениеводства: Учеб. пособие… / Соавт.: Н. А. Протасова и др.; Воронеж. гос. ун-т. — Воронеж: Изд-во Воронеж. ун-та, 1996. — 236 с.

## Награды и звания
Доктор биологических наук (1987), профессор (1980), академик ВАСХНИЛ (1991, член-корреспондент с 1988), академик РАСХН (1991).
Заслуженный деятель науки Российской Федерации. Лауреат Государственной премии Российской Федерации в области науки и техники (2000). Награждён медалями «20 лет победы в Великой Отечественной войне 1941—1945 гг.», «Ветеран труда», серебряной медалью Шведской королевской академии с.-х. наук, медалью Юлиуса Кюна университета им. Мартина Лютера (Германия).